# Juan III Ducas Vatatzés
Juan III Ducas Vatatzés (en griego: Ιωάννης Γ΄ Δούκας Βατάτζης, romanizado: Iōannēs III Doukas Vatatzēs; Didimótico, c. 1192-Ninfeo, 3 de noviembre de 1254) fue emperador de Nicea desde 1221 hasta 1254. Adquiriendo territorios fomentó el crecimiento económico y apoyó el renacimiento cultural de su capital en Nicea, allanando el camino para la recuperación de Constantinopla de los emperadores latinos y el restablecimiento del Imperio bizantino.
Nacido en una familia aristocrática bizantina, se casó con Irene, la hija de Teodoro I Láscaris, emperador de Nicea, convirtiéndose en emperador a la muerte de Teodoro. Una guerra civil estalló cuando los hermanos de Teodoro, Alejo e Isaac, protestaron por la sucesión, pero Juan los derrotó en batalla y ordenó encarcelarlos y cegarlos. Dos años después también derrotó a las fuerzas latinas que apoyaron a sus rivales y se hizo dueño del Asia Menor. Después se enfrentó con Teodoro Comneno Ducas, déspota de Epiro, después que este tomara Tesalónica y se autoproclamara emperador bizantino. Las fuerzas de Juan fueron derrotadas por Teodoro cuando intentaron tomar Adrianópolis ese mismo año. Aliado con el zar búlgaro Iván Asen II, Juan III derrotó a Teodoro en la batalla y el sitio de Constantinopla en 1235.  Consciente de la amenaza potencial de Nicea, sin embargo, Asen declaró la guerra a su aliado. Una paz se organizó en 1237, y, cuando Asen murió en 1241, Juan III anexó territorios en Bulgaria y atacó al Despotado de Epiro. Para 1242 había reducido el territorio de Epiro y lo obligó a reconocer la soberanía de Nicea. Juan III promovió el aislamiento de la Constantinopla latina haciendo pactos con los líderes occidentales. Alrededor de 1250 se comprometió a convertirse en vasallo de Federico II, emperador del Sacro Imperio Romano Germánico, a cambio de su ayuda en la reconquista de Constantinopla. Aunque el pacto fue sellado por Juan con el matrimonio de la hija del emperador, Constanza, poco vino de su acuerdo. Juan también negoció sin éxito con el papado, prometiendo acabar con el cisma entre las iglesias oriental y occidental si los latinos devolvían Constantinopla.
En la política interna Juan III hizo al Imperio de Nicea económicamente autosuficiente, mejorando la agricultura y la ganadería, construyendo hospitales y asilos, y alentó el desarrollo de la vida cultural de Nicea. Su popularidad entre sus súbditos y su reputación para el bien causaron su canonización como santo de la Iglesia ortodoxa medio siglo después de su muerte.

## Primeros años y ascensión al trono

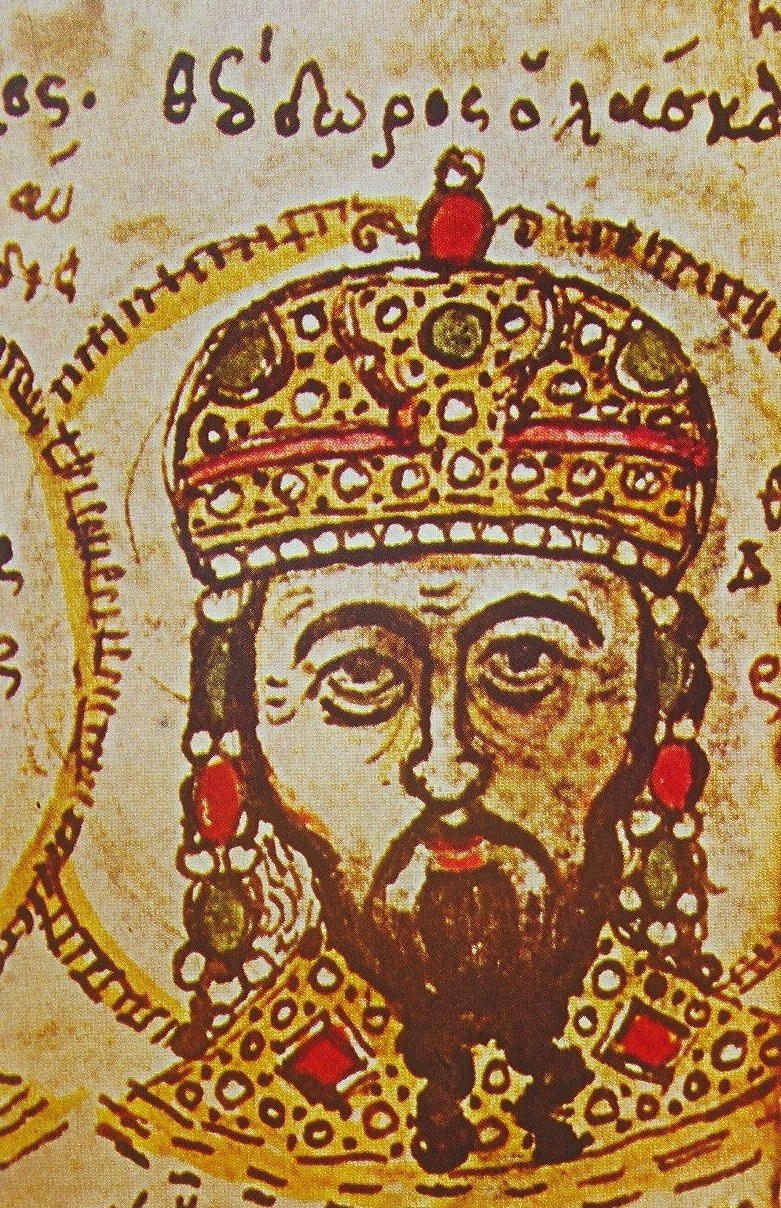
Teodoro I Láscaris (1205–1222)

Juan III Ducas Vatatzés nació en aprox. 1192 en Didimótico. Su padre, Basilio Ducas Vatatzés, había desempeñado el cargo de doméstico del Oriente. Su madre Ángelina fue la hija de Isaac, el hijo de Constantino Ángelo y Teodora Comnena, la hija de Alejo I Comneno. Los Vatatzés eran una gran familia militar de Tracia, tenían representantes en el senado y estaban relacionados con otras familias importantes, como los Ducas, Ángeles y los Láscaris. Después de la conquista de Constantinopla en 1204, Juan Ducas Vatatzes fue a Ninfeo, que Teodoro I Láscaris había elegido como la capital del Imperio de Nicea. Gracias a la intercesión de un tío suyo que era sacerdote en el palacio y un asociado del emperador, Juan Vatatzés entró en servicio del emperador. El emperador apreció su talento y su fibra moral, y le otorgó el título de protovestiarios. En 1212, el emperador dispuso que se casara con su hija Irene, y como no tenía otro heredero adulto, designó a Vatatzés como su sucesor. En enero de 1222, después de la muerte de Teodoro, Juan Vatatzés fue coronado emperador por el patriarca Manuel I Charitopoulos.

## Reinado

### Política externa

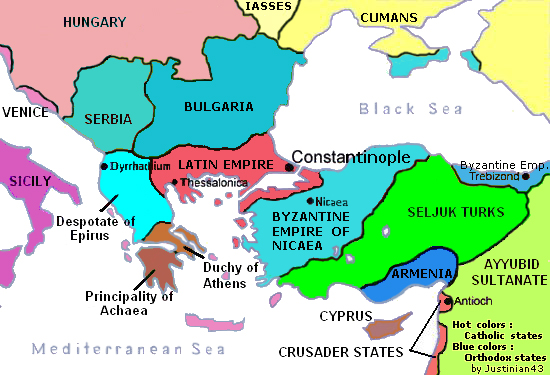
El Imperio de Nicea (en turquesa) y sus vecinos.

Con respecto a su política externa, Juan III Vatatzés generalmente continuó el trabajo de su predecesor, cuyo principal objetivo era la reconquista de Constantinopla y la restauración del Imperio bizantino. Sus principales rivales eran el Despotado de Epiro, el zar búlgaro Iván Asen II, el Imperio latino de Constantinopla, el Sultanato de Rüm y el Imperio de Trebisonda. Su ascensión al trono marcó el fin de la cooperación política de Nicea con los latinos, una política llevada a cabo por su predecesor, Teodoro I Láscaris. Juan III Vatatzés se enfrentó a la rebelión de los hermanos de Teodoro, Alejo e Isaac Láscaris, quienes trataron de deponerlo, con el apoyo de los latinos de Constantinopla. En el contexto de las operaciones militares llevadas a cabo entre 1222 y 1225 logró casi por completo expulsar a los latinos de Asia Menor. En 1224, en una batalla dada en Pemaneno, los latinos fueron derrotados, mientras que los pretendientes al trono fueron arrestados. En el tratado de paz que siguió, los latinos se quedaron con sólo los alrededores de Nicomedia y la costa frente a Constantinopla, mientras que todos los otros territorios de Asia Menor pasaron al Imperio de Nicea. Al mismo tiempo, Vatatzés construyó una fuerte flota que, desde su base en el Helesponto, lanzó sus operaciones navales capturando las islas de Lesbos, Quíos, Samos e Icaria, y luego en 1232-1233, Vatatzés obligó al gobernante de Rodas, León Gabalas, a reconocer los derechos soberanos del emperador sobre la isla. Después de la batalla de Poimanenon el emperador, que residía en Lampsaco por un tiempo a fin de permanecer cerca del teatro de operaciones, dirigió su atención a los territorios europeos. Sus tropas capturaron varias ciudades costeras y entraron en Adrianópolis, a petición de sus habitantes. Pero las fuerzas de Teodoro Comneno Ducas —que había sido coronado emperador en Tesalónica en 1225— pronto llegaron, y las tropas nicenas fueron obligadas a retirarse. Vatatzés luego se volvió hacia el Este, y después de una corta campaña y negociaciones con el Sultanato de Rüm consiguió asegurar su frontera oriental.

#### Relaciones entre Nicea y Epiro

Expansión del Despotado de Epiro durante el reinado de Teodoro Comneno Ducas.

El déspota de Epiro, Teodoro Comneno Ducas, fue el más grande adversario de Vatatzés. Con el objetivo de recuperar Constantinopla, rápidamente logró expandir su dominio a través de una serie de campañas exitosas. Sus planes, sin embargo, chocaron con los del zar búlgaro, Iván Asen II. Después de haber cancelado la alianza que había firmado con Asen contra Juan Vatatzés, Teodoro declaró la guerra al gobernante búlgaro. En la batalla que tuvo lugar en la primavera de 1230 cerca de Klokotnitsa en el río Evros, Teodoro fue derrotado y sus territorios en Tracia y Macedonia cayeron ante los búlgaros. El Despotado de Epiro finalmente renunció a sus pretensiones al trono de Constantinopla, y ahora estaba bajo el gobierno de Manuel, el hermano de Teodoro. Manuel fue sucedido por el hijo de Teodoro, Juan, en 1242 Juan III Vatatzés lo obligó a reconocer la soberanía del Imperio de Nicea y limitó así mismo el título de déspota. Alrededor  de 1246, después de la muerte del zar búlgaro Kaliman, el sucesor de Iván Asen, Juan Vatatzés expandió su dominio en la península de los Balcanes, después de capturar las ciudades de Serres, Melnik, Velbazhd (la actual Kyustendil), Skopie, Veles, Pelagonia y Prosakos, expandiendo su dominio en Tracia hasta las fuentes del río Evros y en Macedonia hasta el río Vardar. Finalmente se dirigió hacia el oeste contra Demetrio Comneno Ducas, y en diciembre de 1246 capturó Tesalónica, obligando a Demetrio a someterse. Luego, alrededor de 1247-1248, las fuerzas de Nicea hicieron campaña en Tracia, capturando Tzouroulos y Vize. Después de la batalla de Klokotnitsa, Epiro se separó de Tesalónica, y fue restaurado como un principado independiente bajo el hijo ilegítimo de Miguel I Comneno Ducas, Miguel II Comneno Ducas. Inicialmente Vatatzés buscó desarrollar relaciones amistosas con Miguel II, y entró en una alianza con él, que fue confirmada en 1249 con el matrimonio de su sobrina María con el hijo de Miguel, Nicéforo. En 1251, sin embargo, Miguel II canceló la alianza y actuó agresivamente contra las posesiones nicenas en Macedonia, con el objetivo de capturar Tesalónica. A principios de 1252 Vatatzés hizo campaña en el oeste de Macedonia. Miguel II fue obligado a capitular y firmar un tratado de paz en Larisa. El gobernante de Epiro entregó Veles y Prilep al emperador de Nicea, recibiendo el título honorífico de déspota a cambio.

#### Relaciones con Bulgaria

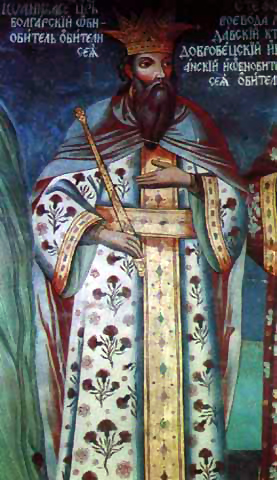
Iván Asen II de Bulgaria.

Inicialmente Iván Asen II y Juan Vatatzés estaban en lados opuestos, cada uno tratando de capturar Constantinopla por sí mismo. Los acontecimientos políticos en el Imperio latino de Constantinopla y la ascensión de Juan de Brienne al trono imperial crearon las condiciones ideales para una alianza entre Nicea y Bulgaria. En el invierno de 1233 Vatatzés fue atacado por las fuerzas latinas de Juan de Brienne, pero el ataque fue rechazado. Iván Asen apareció de su lado como el instigador de una alianza antilatina de gobernantes ortodoxos, a la que Manuel de Tesalónica también se unió. En el contexto de las negociaciones, la dirigencia política y eclesiástica de Nicea aceptó la creación de un patriarcado búlgaro, siempre y cuando reconociera la autoridad soberana del patriarcado de Nicea. En la primavera de 1235 la alianza fue firmada en Galípoli, que fue poco tiempo después sellado con el matrimonio del hijo de Juan Vatatzés y heredero, Teodoro, con la hija de Iván Asen, Helena. Los aliados inmediatamente comenzaron las hostilidades contra los latinos y sitiaron Constantinopla por tierra y mar. El Imperio latino se limitó a una pequeña franja de tierra alrededor de Constantinopla. El sitio, sin embargo, no tuvo éxito. En 1236 los aliados trataron de apoderarse de la capital una vez más. Durante el sitio, sin embargo, Asen, temiendo el ascenso de Nicea, canceló la alianza y exigió que su hija, Helena, volviera a su lado. Luego Asen estuvo de parte de los latinos y los cumanos de Macedonia y, alrededor de 1237, comenzó las hostilidades contra Vatatzés, sitiando Tzouroulos, un bastión estratégico. Durante el sitio Iván Asen cambió de idea y, arrepentido, levantó el sitio. Envió a su hija Helena de regreso a Nicea, y firmó un tratado de paz con Vatatzés. En 1241 el gobernante búlgaro falleció. Juan III Vatatzés, deshaciéndose de todos sus peligrosos enemigos, renovó el pacto con el joven heredero de Iván Asen, Kaliman Asen I.

#### Relaciones con Federico II

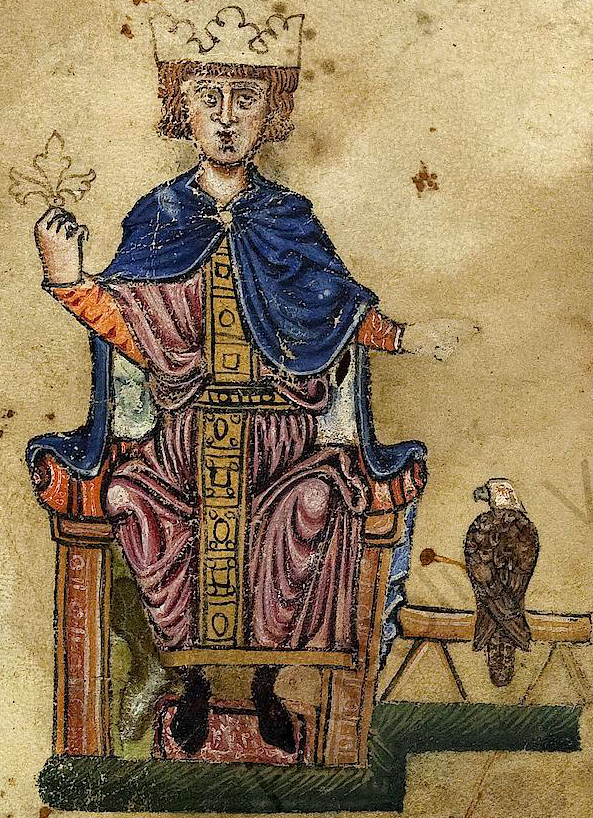
Federico II Hohenstaufen.

La principal preocupación diplomática de Juan Vatatzés fue el acercamiento con el emperador alemán Federico II Hohenstaufen y una alianza con él. Ambos gobernantes se unieron en su lucha contra los latinos. Federico apoyó los esfuerzos bizantinos para capturar Constantinopla y en 1236 canceló la cruzada que el papa Gregorio IX había organizado contra Vatatzés, a causa de las hostilidades de Juan III contra los latinos. Juan Vatatzés a su vez se puso del lado de Federico en su conflicto con el  papa. Después los dos gobernantes firmaron una alianza en 1244 mediante el matrimonio entre Juan Vatatzés con Constanza, la hija ilegítima del emperador alemán, que luego adoptaría el nombre bizantino de Ana. Esta alianza, sin embargo, no trajo ningún beneficio significativo al Imperio de Nicea, a pesar de que ayudó a establecer su presencia en la escena diplomática internacional. El emperador de Nicea mantuvo relaciones diplomáticas con la dinastía alemana, incluso después de la muerte de Federico, durante el reinado de Conrado IV.

#### Relaciones con la Santa Sede

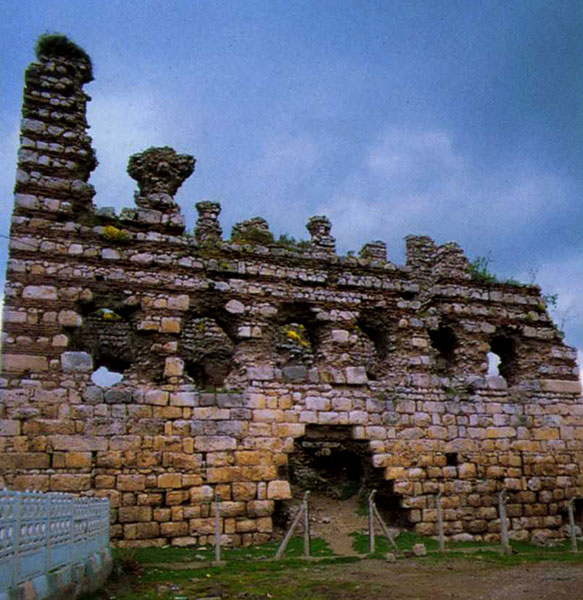
En 1234, los delegados del papa y la Iglesia ortodoxa se reunieron en el palacio de Ninfeo de negociar la unión de las Iglesias, una iniciativa en el contexto de la política de Juan III Vatatzés para la reconquista de Constantinopla.

Las relaciones de Nicea con la Santa Sede se pueden dividir en dos fases. Durante la primera fase, Gregorio IX fue el papa en Roma, mientras que Germano II fue el patriarca de Nicea. En la segunda fase, los protagonistas fueron el papa Inocencio IV y el patriarca Manuel II. La iglesia papal pretendía subordinar la iglesia oriental, mientras que el principal objetivo de Juan Vatatzés era la reconquista de Constantinopla.  Ambas partes estaban dispuestas a hacer algunas concesiones con el fin de lograr sus objetivos. Los primeros contactos tuvieron lugar en Nicea en 1232.  En 1234, los delegados de las dos iglesias se reunieron por primera vez en Nicea y luego en Ninfeo. Negociaron las cuestiones relacionadas con la unión de las Iglesias. Las cuestiones dogmáticas también se discutieron en profundidad. Los clérigos ortodoxos, siendo su principal representante Nicéforo Blemmydes, rechazaron las enseñanzas latinas sobre el fuego del purgatorio, mientras que respecto a la muy controvertida cláusula filioque, sugirieron la expresión «del padre por el hijo» en su lugar. Finalmente las negociaciones llegaron a un punto muerto, pues el papa no estaba de acuerdo con la condición establecida por Juan Vatatzés, es decir, que no se enviaran refuerzos a los latinos de Constantinopla. En 1236, con ocasión de las hostilidades de la alianza de los bizantinos y los búlgaros contra los latinos de Constantinopla, las relaciones de Nicea con la Santa Sede se deterioraron. En 1241, sin embargo, el emperador latino Balduino II de Courtenay y Juan Vatatzés firmaron un tratado de paz. En 1243 los contactos con la Iglesia católica comenzaron de nuevo sobre una nueva base. El nuevo papa Inocencio IV fue muy enérgico y parecía interesado en aceptar los términos que Nicea había establecido con el fin de lograr la unión entre las Iglesias.  Al mismo tiempo, el emperador de Nicea parecía haber aceptado la idea de subordinar la Iglesia a la Curia Papal a fin de alcanzar su propósito, la reconquista de Constantinopla. Durante este período, el acercamiento fue mayor que nunca. Sin embargo, los acontecimientos políticos y el desacuerdo del patriarca en cuestiones dogmáticas retrasaron las negociaciones.  El debilitamiento total del Imperio latino, y el establecimiento de la dominación de Juan Vatatzés llevó al gobernante de Nicea a rechazar la propuesta papal. Las negociaciones finalmente cesaron después de las muertes casi simultáneas de Juan Vatatzés, Inocencio IV y el patriarca Manuel II.

#### Relaciones con el Sultanato de Rüm

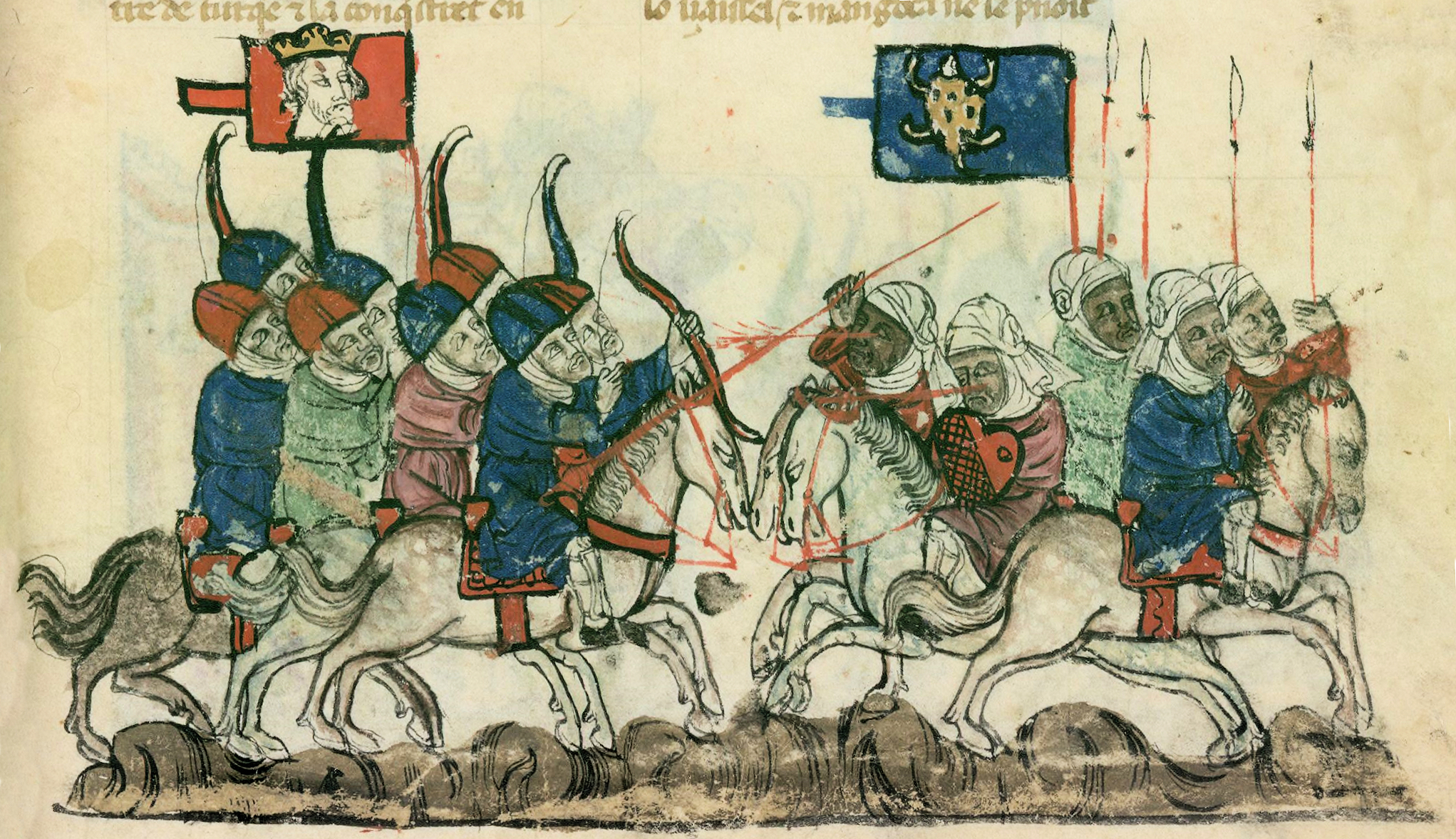
Batalla de Köse Dağ.

Las relaciones de Nicea con el Sultanato de Rüm durante el reinado de Juan Vatatzés fueron pacíficas, basadas en el respeto de las fronteras establecidas alrededor de 1230. En 1242 los mongoles invadieron Asia Menor y amenazaron con destruir el Imperio de Trebisonda y el Sultanato. Esto causó gran conmoción en la región y fue la causa de un acercamiento en forma de alianza entre Nicea y el Sultanato. Juan Vatatzés temía que la probable caída de Iconio pudiera dejar su Estado directamente expuesto a los ataques mongoles, por lo que interrumpió su campaña en Tracia y Macedonia y se apresuró a regresar a Nicea. En 1243 se reunió con el sultán de Rüm Kaikosru II en Tripolis en el río Menderes, y firmaron una alianza. Los selyúcidas fueron amenazados por las incursiones mongolas. En 1244 fueron derrotados y se convirtieron en tributarios, sin embargo, los mongoles dejaron Asia Menor de forma inesperada. A pesar de que Nicea se vio obligado a pagar un tributo, estos acontecimientos beneficiaron a Juan Vatatzés. El Sultanato de Rüm, debido a que estaba destruido, no pudo ser considerado más una seria amenaza, ya que se enfrentaba una grave escasez de alimentos, y se vio obligada a importar sus necesidades desde Nicea con precios bastante altos.

### Política interna
Al comienzo de su reinado, Juan Vatatzés tuvo que hacer frente a los movimientos autonomistas e insurrecciones en sus provincias orientales y occidentales, como la rebelión de Manuel Maurozomes y la rebelión de los hermanos Andrónico e Isaac Nestongos, y tomó medidas para garantizar su estricto control sobre la aristocracia en la corte y los gobernadores provinciales. Su política interna fue muy exitosa. El emperador prestó especial atención al desarrollo social y, principalmente, a los asuntos económicos. También reorganizó el ejército, tomó medidas para asegurar la coexistencia armoniosa del estado con la Iglesia y apoyó el florecimiento cultural.

#### Estructura social y económica

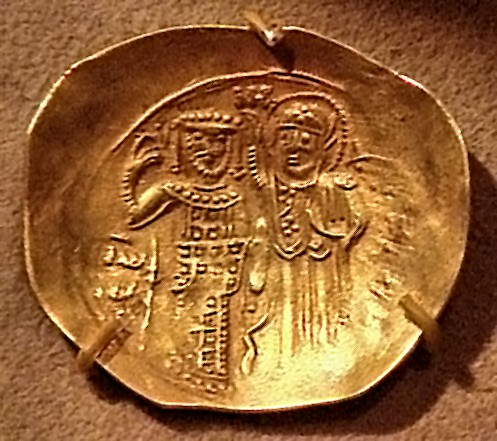
Hyperpyron de oro de Juan III Vatatzés.

Su exitosa política expansiva produjo la anexión de nuevas regiones al imperio. Es muy probable que los gobernadores de los territorios que se incorporaron en el sistema administrativo imperial gozaran de una amplia autoridad. Vatatzés mostró un especial cuidado en limitar los abusos de las autoridades, y aseguró la correcta administración de justicia. Su política de nombramiento de personas de ascendencia no aristocrática en los puestos administrativos fue pionera, causando mucho resentimiento entre los miembros de la aristocracia. También es destacable que contara en gran medida con el apoyo de la aristocracia militar. El éxito de su política interna, sin embargo, fue principalmente el resultado de sus medidas económicas y agrarias.  Sus acciones en este campo se encaminaron a lograr la autosuficiencia económica y la mejora de la producción interna, así como a disminuir la importación de productos extranjeros, especialmente los bienes de lujo occidentales.  En su política social, tomó medidas para mejorar la calidad de vida de la población rural y ciudadana. Realizó un censo y otorgó a cada sujeto del imperio una parcela de tierra. Hacia el final de su administración, también requisó los bienes muebles e inmuebles pertenecientes a los grandes terratenientes y la nobleza, lo que provocó su descontento. Según las fuentes Vatatzés llevaba una vida muy frugal, y tomó medidas adicionales para reducir el gasto excesivo de la riqueza privada y, además, con el fin de establecer firmemente la justicia social en su Estado, tomó medidas contra la explotación de los pobres. Emitió un novellae mediante el cual abolía el sistema de apropiación indebida, que practicaban los toparcas en ese momento. Estas medidas fortalecieron la economía del imperio y el estado fue mucho más fuerte que en la época Comnena.

#### Actitud de Vatatzés hacia la Iglesia
En el contexto de su amplia política social, Juan Vatatzés también se dio cuenta de la débil función de la iglesia. En 1228 emitió un novellae con el que prohibía la interferencia de las autoridades políticas en la sucesión eclesiástica. También hizo generosas donaciones a las instituciones eclesiásticas y mando a reconstruir los templos existentes y construir otros nuevos, como el monasterio de Sosandra en Magnesia.

#### Ejército

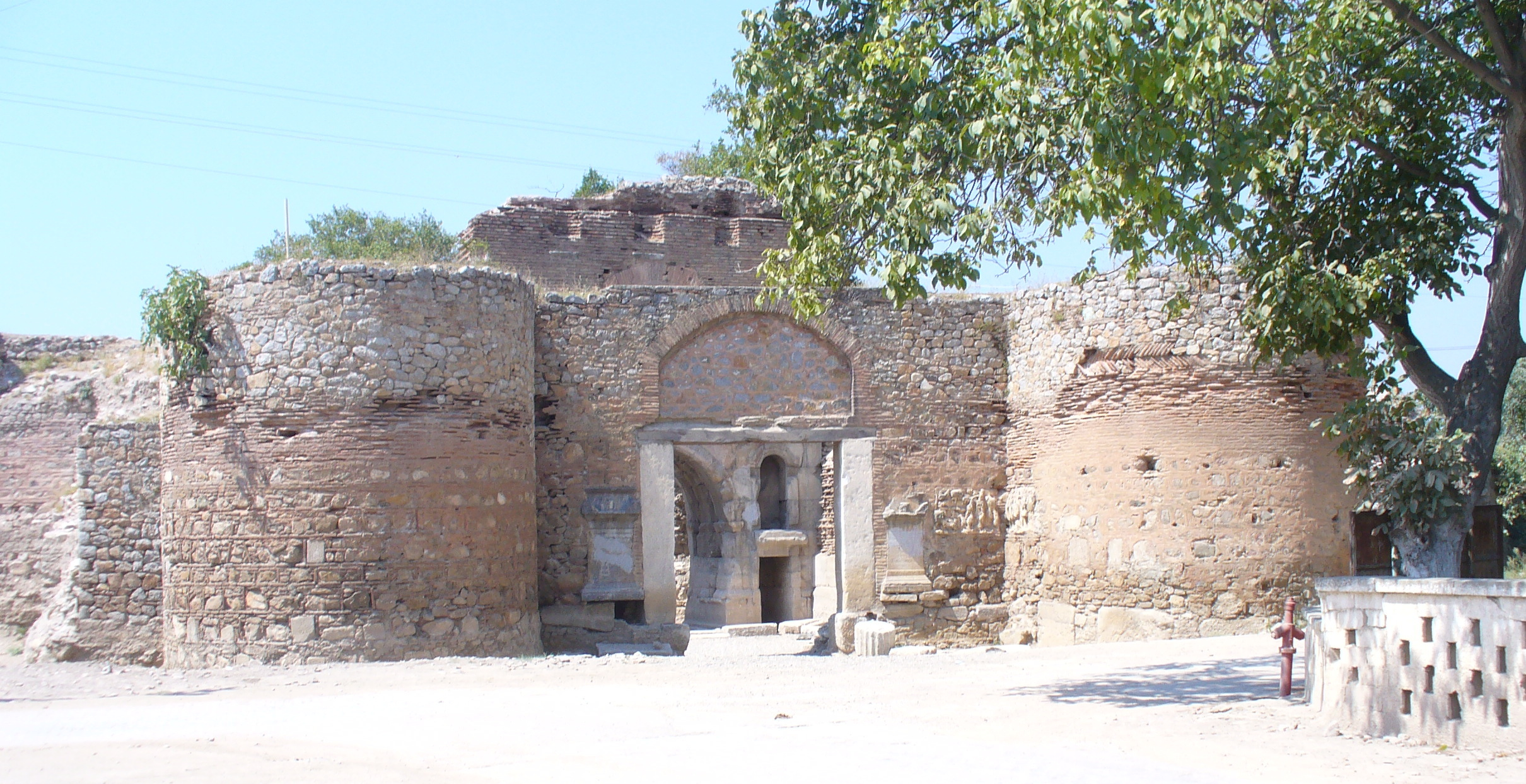
Murallas de la ciudad de Nicea.

Juan Vatatzés hizo un esfuerzo especial para construir el ejército del país, cuyo núcleo seguía estando compuesto por mercenarios, principalmente latinos organizados en los Latinikon. La concesión de pronoia de tamaño mediano a los militares contribuyó a la formación de un ejército más fuerte, mientras que la construcción de fortalezas en la frontera, así como las reparaciones en las fortificaciones de muchas ciudades (por ejemplo, de Esmirna) contribuyeron a la mejora de la capacidad defensiva de Nicea. Con el fin de lograr la mejor dotación del ejército, el emperador permitió el asentamiento de pueblos extranjeros, principalmente cumanos, en las regiones fronterizas de Tracia, Macedonia y Frigia, a cambio de sus servicios militares. Los mercenarios cumanos, que son referidos generalmente como «escitas» por los bizantinos, formaron los llamados Skythikon.
Ya desde los primeros años de su reinado, Juan Vatatzés dio prioridad a la reorganización de la armada. El papel de la flota fue decisivo en los esfuerzos para anexar las islas del Egeo, de las cuales la más importante fue Rodas, pero también en el apoyo de las campañas de tierra de Nicea en Macedonia, y especialmente en Tesalónica. El megaduque estuvo a cargo de la armada, mientras que el megas domestikos estuvo a cargo del ejército.

#### Ciencias y artes
Juan Vatatzés, a pesar de sus constantes e intensos compromisos militares y diplomáticos, vio las necesidades intelectuales del imperio. Fundó bibliotecas en los centros urbanos y fomentó las ciencias y las artes, y el aprendizaje en general.
Estaba muy interesado en la colección y copia de manuscritos. El principal representante del movimiento de educación en el siglo XIII, el erudito, escritor y maestro Nicéforo Blemmidas, vivió durante su reinado.
Entre los estudiantes de Blemmydes estaban el heredero de Vatatzés, el sabio Teodoro II Láscaris, así como el historiador y estadista Jorge Acropolita.  Las fuentes abundan en referencias a la gran preocupación del emperador para el desarrollo de la vida intelectual de su estado. Promovió la creación de centros de aprendizaje, especialmente de estudios seculares, mientras que las instituciones educativas superiores fueron organizadas.

## Fallecimiento
En 1253, después de una campaña contra el gobernante de Epiro, Miguel II, la salud del emperador, (que sufría de epilepsia) se deterioró. Murió el 3 de noviembre de 1254 en Ninfeo y fue enterrado en el monasterio de Sosandra cerca de Magnesia.

## Canonización

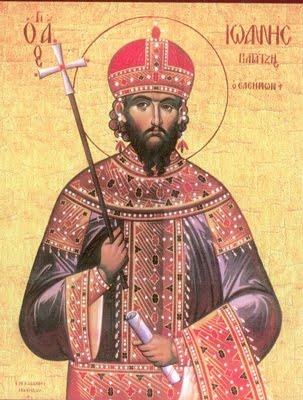
San Juan Vatatzés el Misericordioso.

Su sensibilidad hacia las clases sociales bajas y sus políticas beneficiosas le valieron a Juan Vatatzés el respeto y el amor del pueblo. Según la tradición popular, pocos años después de su muerte fue canonizado como un santo. Jorge Acropolita menciona que el pueblo vio a la construcción de un templo en su honor en Ninfeo, y que su culto como a un santo se extendió rápidamente al pueblo del oeste de Asia Menor. El culto al santo emperador sobrevivió hasta los años modernos, principalmente en la metrópoli de Éfeso. La iglesia nunca reconoció formalmente a Juan Vatatzés como un santo, sin embargo, en el menologio hay una referencia a la conmemoración de «Juan Ducas Vatatzes» el 4 de noviembre.

## Legado

El Imperio de Nicea en el año 1254, antes de la muerte de Juan III.

El completo acuerdo de las fuentes de la época sobre la valoración de Vatatzés y su obra es impresionante.  Los poetas (por ejemplo, Nicolás Irenikos), historiadores y escritores de prosa (por ejemplo, Nicéforo Grégoras, Jorge Acropolita) destacan las cualidades excepcionales del emperador, ensalzando sus virtudes y su estilo de vida simple.
De hecho, durante su reinado, el Imperio de Nicea duplicó su territorio, se convirtió en el personaje más poderoso en la escena política internacional, mientras que en lo interno el Estado experimentó una edad de oro, cada vez más próspera y culta.
Aunque no logró cumplir su objetivo final, la reconquista de Constantinopla (esto se realizó siete años después de su muerte por Miguel VIII Paleólogo) Vatatzés fue sin duda el que efectuó todos los requisitos necesarios para la recuperación del trono de Constantinopla y la restauración del Imperio bizantino.

## Matrimonio y descendencia
Juan III Ducas Vatatzés se casó primero con Irene Láscarina, la hija de su predecesor Teodoro I Láscaris en 1212. Tuvieron un hijo, el futuro Teodoro II Ducas Láscaris, pero Irene se cayó de un caballo y estaba tan gravemente herida que no pudo tener más hijos. Se retiró a un convento, tomando el nombre monástico de Eugenia, y murió en 1239. Juan III se casó por segunda vez con Constanza II Hohenstaufen, la hija ilegítima del emperador Federico II con su amante Bianca Lancia. No tuvieron hijos.